# République de Mulhouse
1308–1798
(490 ans)
Entités précédentes :
- Principauté épiscopale de Strasbourg
- Saint-Empire

Entités suivantes :
- République française (Haut-Rhin)

La ville impériale de Mulhouse puis république de Mulhouse (en allemand : Stadtrepublik Mülhausen, en latin : Res publica Mulhusina) est une ancienne cité-État, d'abord membre du Saint-Empire romain entre 1308 et 1515, puis devenue un territoire indépendant allié à l'ancienne Confédération suisse jusqu'en 1798.
Village mentionné dès le IXe siècle, Mulhouse devient une ville au Moyen Âge notamment avec la construction d'un mur d'enceinte au début du XIIIe siècle. Ses habitants se dotent d'institutions sous l’autorité des princes-évêques de Strasbourg et des souverains du Saint-Empire. Ces derniers lui accordent une charte de franchises et différents droits à la fin du XIIIe siècle. En 1308, le statut de « ville d'Empire » est accordée par Henri VII à Mulhouse,. Les institutions municipales sont établies au milieu du XIVe siècle avec l'élection d'un bourgmestre puis l'entrée des représentants des corporations au conseil de la ville en 1347.
Avec les autres villes impériales de la plaine d'Alsace, Mulhouse forme en 1354 une alliance connue sous le nom de Décapole qui doit garantir une assistance réciproque entre ses dix membres face aux menaces extérieures. Lors de la guerre des six Deniers entre 1466 et 1468, la cité affronte la noblesse de Haute-Alsace et des villes de Brisgau, vassales des Habsbourg qui possèdent l'Autriche antérieure. Abandonnée par ses alliées, Mulhouse reçoit l'aide de plusieurs cantons suisses et gagne la guerre. Face à de nouvelles menaces d'annexion par les territoires héréditaires des Habsbourg, la cité s'allie au canton de Bâle en 1506. Ces différentes crises provoquent un éloignement progressif de la Décapole que Mulhouse quitte définitivement en 1515 lorsqu'elle signe un traité d'alliance avec l'ensemble de la Confédération des XIII cantons. La cité se détache de l'autorité du Saint-Empire et obtient le statut de « pays allié de la Confédération ».
La Réforme protestante est adoptée en 1529 par les autorités municipales qui suivent les thèses d'Ulrich Zwingli. Grâce à son alliance avec les cantons suisses, la ville est épargnée par la guerre de Trente Ans qui ravage la région. Les traités de Westphalie de 1648 accordent au Roi de France les possessions autrichiennes en Haute-Alsace et des droits sur les villes de la Décapole. Alors que celles-ci sont rattachées au royaume de France au XVIIe siècle, Mulhouse conserve son indépendance et devient une enclave au milieu du territoire français. La cité devient un foyer de la révolution industrielle à partir de 1746 grâce aux manufacturiers qu'elle accueille. À ce titre la ville est surnommée par la suite le « Manchester français »[réf. nécessaire].
À la suite de la Révolution française, un blocus douanier et des menaces d'annexion par l'armée révolutionnaire contraignent les dirigeants de Mulhouse à renoncer à l'indépendance et à voter en faveur du rattachement à la France en 1798, peu de temps avant l'invasion française de la Suisse.

## Histoire

### Origines
L'abbaye Saint-Étienne de Strasbourg est fondée en 717/718. Le territoire de Mulhouse fait partie de ses possessions. Le 21 juin 823, diplôme de Louis le Débonnaire en faveur de l'abbaye de Masevaux qui a des possessions à Mulhouse,. Le village mentionné pour la première fois en 803, Mulhouse dépend de différents monastères successifs au cours du haut Moyen Âge avant d'intégrer les possessions de la principauté épiscopale de Strasbourg en 1003,. L'évêque de Strasbourg Werner de Habsbourg reçoit l'administration des biens de l'abbaye Saint-Étienne de Strasbourg, dont Mulhouse, de l'empereur Henri II par un diplôme daté de Thionville le 15 janvier 1003,. Le prince-évêque est alors le seigneur de la localité mais celle-ci se développe sous l'autorité des Hohenstaufen qui siègent sur le trône impérial et possèdent le duché de Souabe et d'Alsace et des biens allodiaux à Mulhouse. À la fin du XIIe siècle un faubourg est construit sur les terres détenues par l'empereur Frédéric Ier Barberousse en contrebas du bourg appartenant au domaine épiscopal. Frédéric Barberousse séjourne à Mulhouse en 1153 et 1186. Mulhouse est cédée en intégralité au prince-évêque, Conrad II de Hunebourg, en 1199, avant de repasser progressivement sous le contrôle du souverain du Saint-Empire. Un traité est passé entre l'empereur Frédéric II et l'église de Strasbourg permettant à l'évêque de Strasbourg de recouvrer Mulhouse et ses dépendances sauf les alleux. Sous le règne de Frédéric II, elle devient une ville notamment par la construction d'un mur d'enceinte en 1224,.En 1225, à la mort de Gertrude de Dabo, l'évêque de Strasbourg Berthold Ier de Teck réclame son héritage. Il va en résulter un conflit de 15 ans entre les prétendants à l'héritage, dont les margraves de Bade et les comtes de Ferrette. En 1226, l'évêque de Strasbourg a acheté au margrave de Bade le château de Dagsbourg à Eguisheim. Cela a déplu au comte de Ferrette qui possédait le château de Wahlenbourg qui cède alors tous les château d'Eguisheim à Henri II de Souabe mais les retrouve en arrière-fief. L'évêque de Strasbourg le bat le 8 juin 1228 à la bataille de Blodelsheim et conserve le château de Dagsbourg. En 1235, Berthold de Teck soutient la révolte d'Henri VII contre son père l'empereur Frédéric II mais il est battu en 1236. Pour punir l'évêque de Strasbourg de son aide à Henri un traité signé en 1236 lui retire le titre de comte et restaure les droits de l'empereur sur Strasbourg. La lutte entre la papauté et l'Empire et l'excommunicaton de l'empereur en 1245, provoque l'affaiblissement du pouvoir impérial. Le prince-évêque de Strasbourg, Henri III de Stahleck, profite de l'instabilité politique pour s'empare de la cité en 1246 et y construire un château fort afin de réaffirmer son autorité sur les habitants. En 1253, Rodolphe de Habsbourg reçoit la dîme de Mulhouse en fief du roi Conrad IV de Hohenstaufen. Ces bourgeois de Mulhouse se révoltent en 1261 contre le successeur de Henri de Stahleck, Walter de Geroldseck, et prennent la forteresse en 1262 avec le soutien de Rodolphe de Habsbourg, landgrave de Haute-Alsace et protecteur de la cité. Gouvernée par un conseil de bourgeois, la ville est pourvue d'un sceau en 1266. L'évêque de Bâle met la ville de Mulhouse en interdit pour son refus de se soumettre à l'évêque de Strasbourg.
À la suite de son élection au trône du Saint-Empire en 1273, Rodolphe Ier accorde à Mulhouse une charte de franchises en 1275. Son successeur Adolphe Ier octroie de nouveaux droits et privilèges le 7 janvier 1293. La ville est désormais administrée par un prévôt (Schultheiss). Celui-ci rend la justice au nom du seigneur qui est le souverain du Saint-Empire. Henri VII accorde à Mulhouse le statut de « ville d'Empire » en 28 novembre 1308. La cité dispose ainsi de l'immédiateté impériale avec droit de siéger à la Diète d'Empire : elle n'est désormais plus un bien personnel du souverain mais un état du Saint-Empire à part entière. Elle intègre le Grand-Bailliage d'Alsace (Reichslandvogtei im Elsass) qui administre les biens impériaux de la région.

### La conquête de l'autonomie urbaine
En 1347, Charles IV du Saint-Empire octroie à Mulhouse (comme à d'autres villes alsaciennes) un privilège selon lequel le prévôt doit être choisi uniquement parmi les bourgeois (c'est-à-dire la communauté des habitants de la ville bénéficiant par leur statut des privilèges de la ville, à l'image de « citoyen » qui désigne à l'origine l'« habitant de la cité »), modifia la représentation au conseil et permit à ce dernier et aux corporations d'élire un bourgmestre. Ce bourgmestre serait à la tête de la cité et ne pourrait être révoqué par l'empereur. Le premier bourgmestre élu est Jean de Dornach. Le régime politique de Mulhouse, comme celui des autres villes d'Empire et villes libres, peut alors être assimilé à une république urbaine.

### La république de Mulhouse dans la Décapole
En 1354, la Décapole est créée par Charles IV, Mulhouse en devint membre dès sa création. Dans toute l'Europe rhénane les cités gagnèrent en puissance, s'enrichirent et prospérèrent, Mulhouse suivit la même évolution. Les nobles se coalisèrent contre les cités. En réaction les villes de Bavière, de Suisse, de Souabe et du Rhin mirent en place en 1385 une grande coalition. Mulhouse en fit partie. En 1386 les Suisses écrasent les troupes autrichiennes lors de la bataille de Sempach. En 1395, les Mulhousiens achetèrent à Venceslas Ier la suppression du poste de prévôt impérial,,, l'empereur instaura également l'autonomie fiscale. Tous les pouvoirs d'administration de la cité reviennent alors au conseil et au bourgmestre, élus par les Mulhousiens. S'ensuit une période de prospérité, en 1437, les Mulhousiens rachètent les territoires d'Illzach et de Modenheim ainsi que des territoires attenants, les faubourgs s'accroissent. Les nobles des alentours semblaient alors incapables de rivaliser avec la montée en puissance de la cité.

### L'invasion des Armagnacs et l'expulsion des nobles

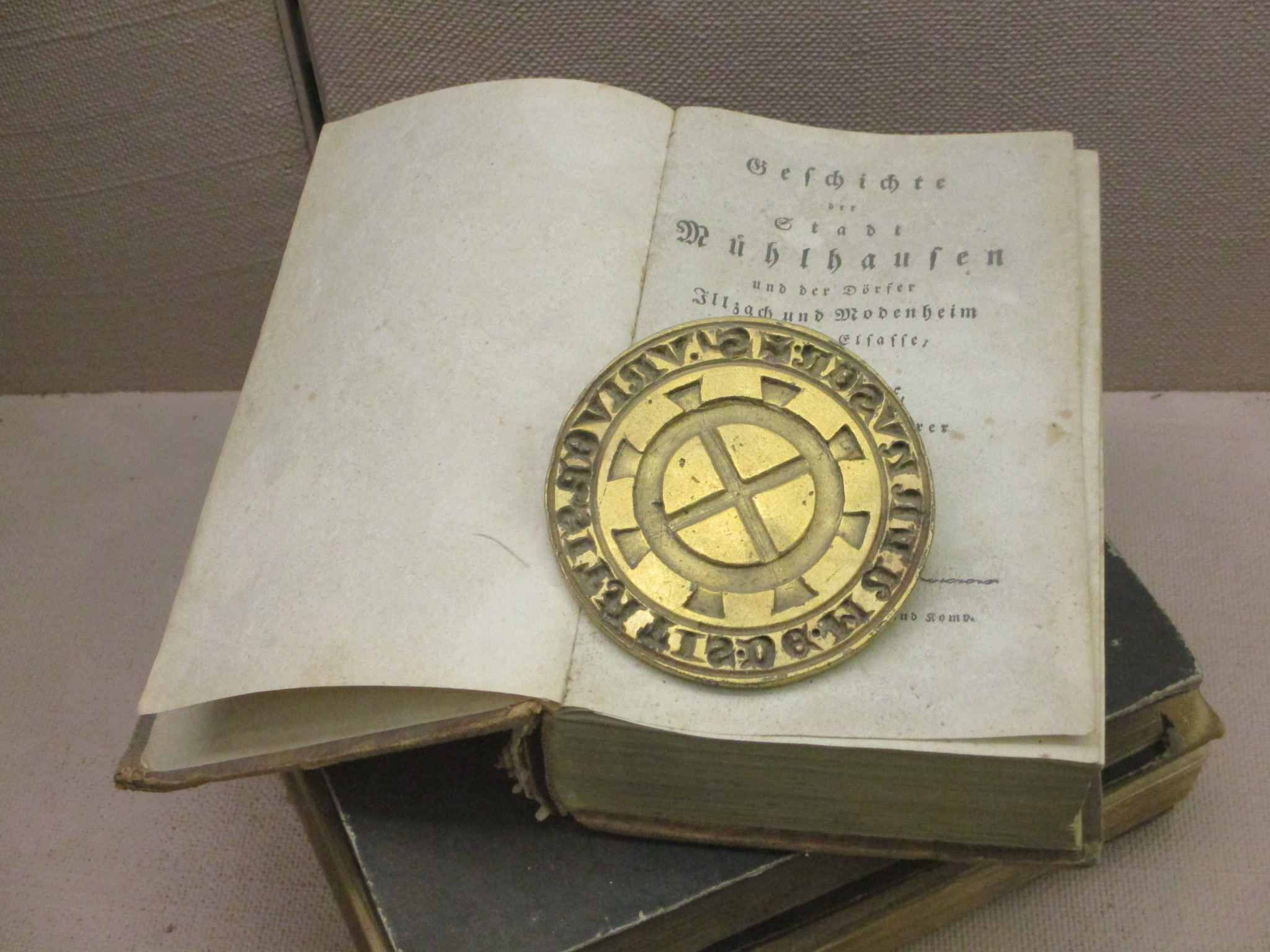
Matrice du grand sceau de la ville de Mulhouse vers 1400.
(Musée historique de Mulhouse)

En 1444, Frédéric III appelle le Dauphin Louis de France, futur Louis XI, et ses Armagnacs pour mater les cités suisses dont il avait perdu le contrôle. Appelés aussi les Écorcheurs, les Armagnacs dont on parle ici sont des bandes armées formées d'anciens mercenaires sans emploi qui vivent de pillage. Les nobles de Haute-Alsace se joignent à eux. Les Suisses sont alors défaits près de Bâle le 26 août 1444 lors de la bataille de la Birse. Malgré leur victoire, les Armagnacs se replient vers la plaine d'Alsace et se dirigent vers Mulhouse. Les Mulhousiens se préparent alors au siège, ils accueillirent et armèrent tous les habitants des alentours qui désiraient résister. Ils embauchèrent également des artificiers et tout ce qu'ils trouvèrent comme mercenaires. Tous se réunirent à l'intérieur des remparts après avoir pris le soin de détruire et brûler tout ce qui pouvait être utile à l'ennemi en dehors. Ils prirent également possession du château d'Illzach, y délogèrent les alliés des Armagnacs qui en étaient maîtres et y installèrent une garnison. Les Armagnacs entamèrent le siège et lancèrent le premier assaut le 18 septembre 1444. Ils furent repoussés par les Mulhousiens. Ils tentèrent de faire céder les Mulhousiens à l'usure et lancèrent par la suite trois autres attaques. Toutes furent repoussées et les Armagnacs se retirèrent au printemps 1445. Toute la région fut ruinée et les nobles, tenus pour responsables de l'invasion, en sortirent affaiblis. Les Mulhousiens voulurent en finir définitivement avec le danger que représentait la noblesse. Ils décidèrent de dissoudre la corporation des nobles et leur demandèrent de se fondre dans les autres corporations. Tous ceux qui ne s'y conformèrent pas furent expulsés. Les nobles quittèrent la ville avec un profond ressentiment qui alimentent les tensions avec les dirigeants de la République.

### La guerre des Six Deniers
Batailles
Bataille de l'Ochsenscheld

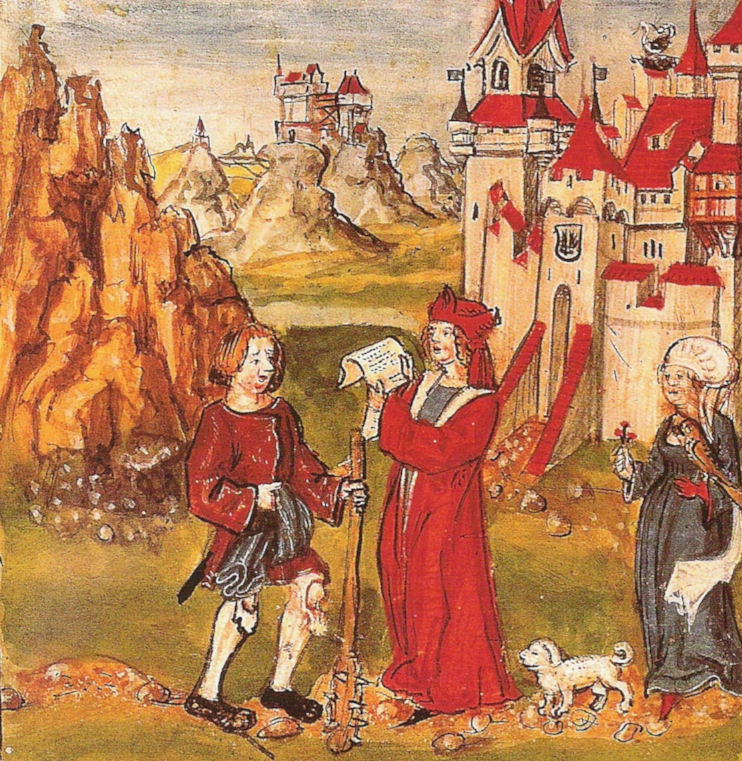
Plainte de Pierre de Réguisheim lue par Thuring III von Hallwyl en 1466, par Diebold Schilling le Jeune en 1513.
(Bibliothèque centrale et universitaire de Lucerne)

En 1466, l'autonomie de Mulhouse fut menacée par les Habsbourg, soutenus par les nobles du voisinage, qui déclarèrent la guerre à la ville sous un prétexte futile : six deniers dus par la ville à un garçon meunier, dénommé Hermann Klee, qui s'adressera à Pierre de Réguisheim, châtelain du Haut-Hattstatt, du Wahlenbourg et du Haut-Eguisheim. Le noble chevalier, en conflit avec la ville, pense tenir là un prétexte pour mettre la cité libre au pas. Le 11 avril 1466, il s'allie à d'autres nobles de la région et déclare la guerre à Mulhouse (d'où le nom de « guerre des Six deniers » ; en allemand : Sechs Plappertkrieg). Les nobles espéraient se venger des Mulhousiens et retrouver leur contrôle perdu sur la cité. Devant les forces en présence, les Mulhousiens furent abandonnés par les autres villes alsaciennes de la Décapole dont la cité est membre depuis sa fondation en 1354. Dos au mur et décidés à ne pas capituler, les Mulhousiens décidèrent de signer un traité d'alliance militaire avec Berne et Soleure en 1466. Les trois villes devaient s'apporter un secours militaire mutuel. À côté de cela, Schwytz, Uri, Lucerne, Zurich, Zoug et Glaris prirent également le parti des Mulhousiens. La cité devient indépendante de facto, l'Empire ne lui assurant plus la sécurité. Mulhouse ne se retira pas officiellement de la Décapole tout de suite ; ses relations avec elle furent toutefois réduites au strict minimum, et les Mulhousiens finirent par ne plus y contribuer financièrement. Avec leurs nouveaux alliés, ils écrasèrent militairement les nobles. La guerre fut violente. Les cités alsaciennes de Turckheim et de Kaysersberg, effrayées par l'idée de voir les troupes de Mulhouse et des confédérés en Haute-Alsace, prirent l'initiative d'aider les Mulhousiens. Elles rasèrent les forteresses d'Eguisheim et du Haut-Hattstatt et tuèrent Hermann Klee. Face aux forces en présence, les nobles signèrent un traité de paix et Pierre de Réguisheim dut dédommager les Mulhousiens.

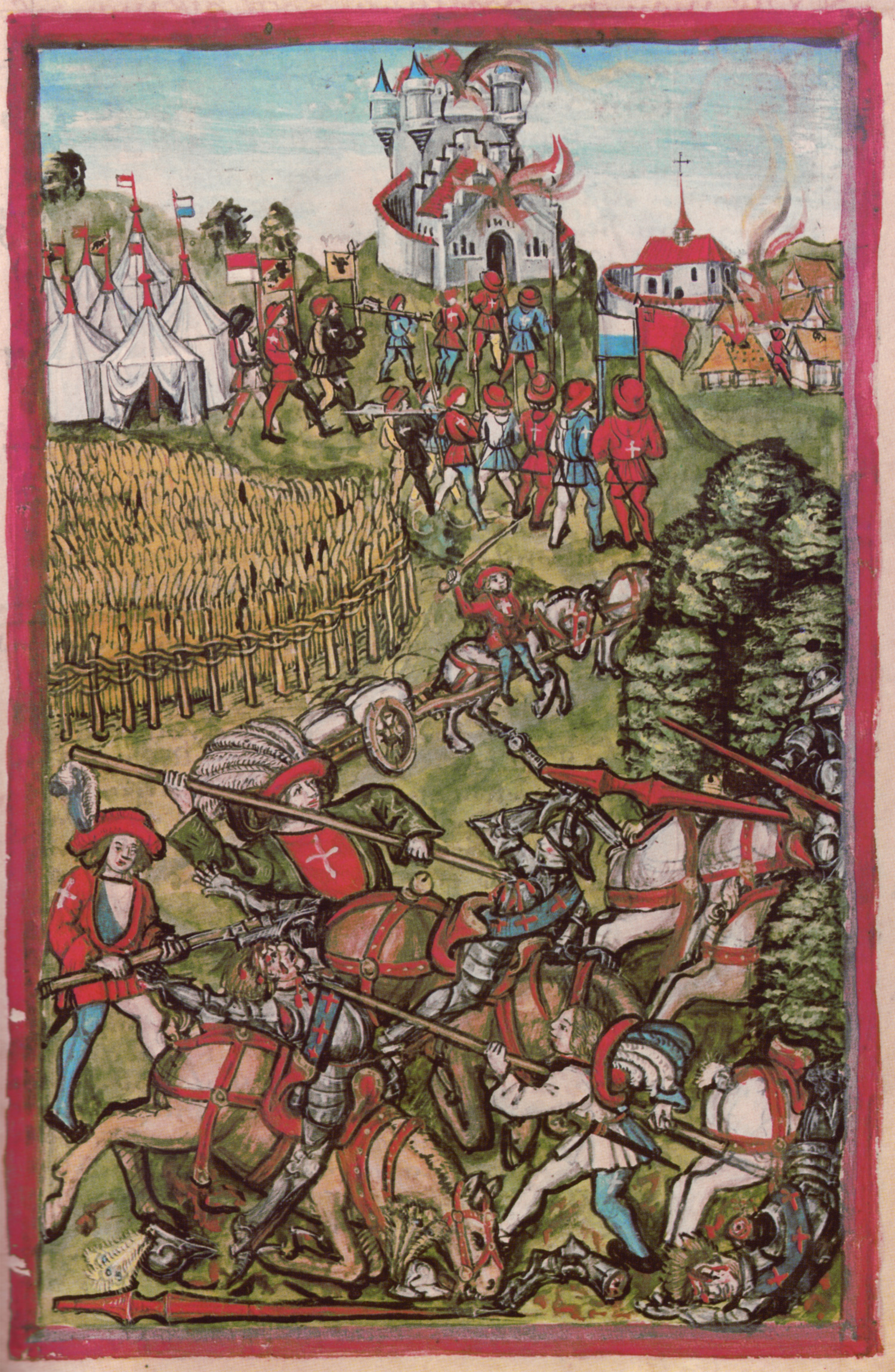
Bataille de l'Ochsenfeld en 1468 lors de la guerre des six Deniers, par Diebold Schilling le Jeune en 1513.
(Bibliothèque centrale et universitaire de Lucerne)

La noblesse humiliée choisit alors une autre stratégie, celle de jouer sur l'impopularité des Mulhousiens auprès des habitants des alentours. L'offensive militaire mulhousienne avant le traité de paix causa en effet de nombreux morts et dégâts sur les terres appartenant à la noblesse. Celle-ci décida de prolonger les hostilités. Illzach et Modenheim furent pillées et réduites en cendres par les nobles. Les Mulhousiens réagirent en saccageant et en incendiant les propriétés seigneuriales voisines. L'empereur Frédéric III du Saint-Empire ne parvint pas à faire cesser le conflit. Fribourg-en-Brisgau, Neuenburg et Brisach déclarèrent à leur tour la guerre aux Mulhousiens et s'allièrent aux nobles. Le Landvogt autrichien Thyring de Hallwyl s'unit également à eux. Une importante armée assiégea Mulhouse. La ville fut encerclée. À ce moment, les confédérés décidèrent d'une offensive de grande ampleur pour venir en aide aux Mulhousiens. Ils envoyèrent une armée composée de plusieurs dizaines de milliers d'hommes en Haute-Alsace. Les Bernois fournirent le plus gros contingent. Les nobles, les Autrichiens et leurs alliés furent écrasés et Mulhouse secourue. L'offensive dura quinze jours. Les Mulhousiens et leurs alliés mirent à feu et à sang toute l'Alsace ainsi que la Forêt-Noire. Les dégâts furent considérables : plus d'une centaine de villages furent complètement rasés sur les terres seigneuriales. Plus d'une dizaine de forteresses dans lesquelles les nobles s'étaient retranchés furent assiégées, tombèrent et furent détruites. La victoire des Mulhousiens et de leurs alliés fut sans appel. Sigismond d'Autriche dut signer en 1468 le traité de paix de Waldshut qui reconnaissait les franchises et les libertés dont bénéficiaient les Mulhousiens et leurs alliés. Il fut également contraint de dédommager financièrement les cités concernées. À la suite des violences commises, la tension entre les Mulhousiens et le reste des habitants de la Haute-Alsace demeura très vive.

### L'alliance avec la Confédération

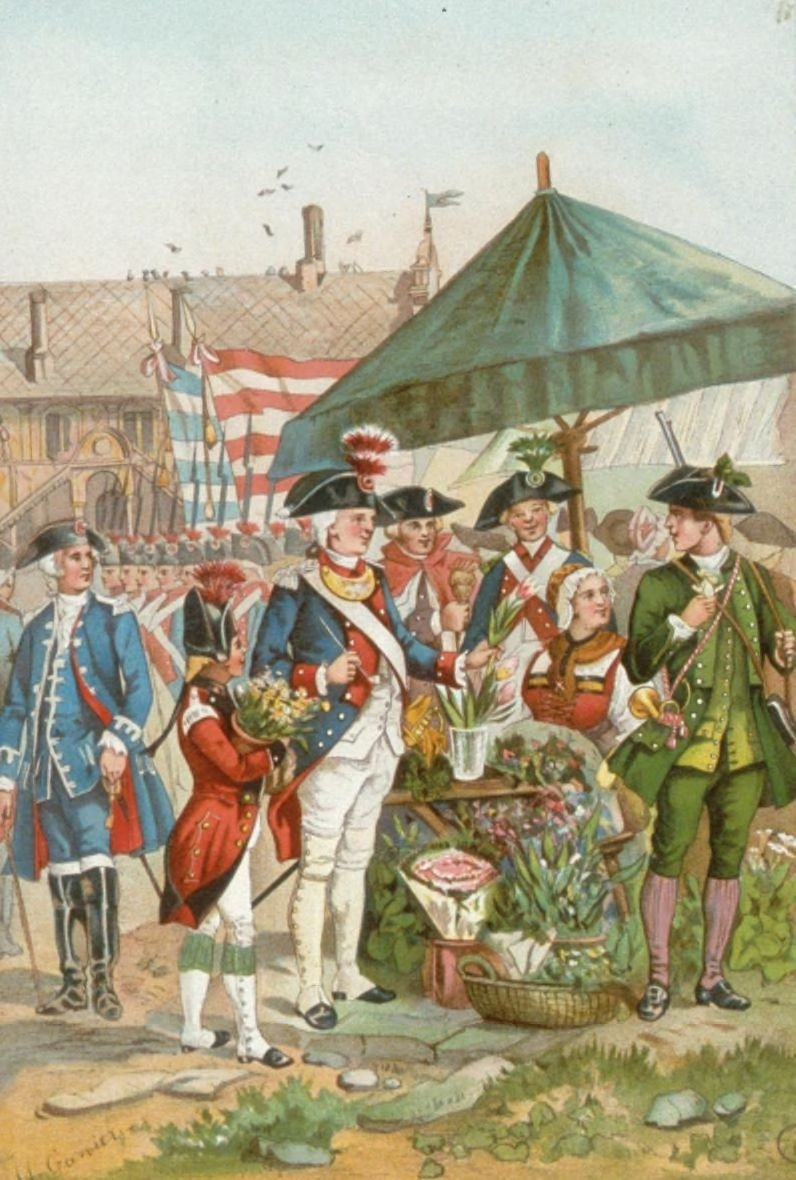
Représentation de la république de Mulhouse, par Henry Ganier en 1882.
(BNU de Strasbourg)

Bien que bénéficiant d'une autonomie déjà importante, Mulhouse fut contrainte de conclure une alliance avec Berne et Soleure lors de la guerre des Six Deniers. Mulhouse acquiert alors de facto une indépendance presque totale vis-à-vis du Saint-Empire romain germanique. En 1515, elle conclut une « alliance perpétuelle » avec les cantons suisses afin de garantir une paix durable ainsi que le respect de sa souveraineté,, elle se retire ainsi de la Décapole. La cité devient ainsi une république libre et indépendante sans aucun lien politique avec le reste de l'Alsace, son destin sera distinct du reste de la région pendant plusieurs siècles. Parce qu’elle est alliée à la Confédération suisse, Mulhouse est épargnée par les conflits environnants, tels la guerre de Trente Ans qui frappa violemment la région. Mulhouse sert alors de refuge aux habitants des alentours. En 1629, la peste se déclare dans la ville, qui est alors surpeuplée et en 1638, le nombre de réfugiés est bien supérieur à celui des Mulhousiens. En 1648, à la suite du traité de Westphalie, l'Autriche cède au royaume de France une partie de l'Alsace, principalement le Sud de la région. La république de Mulhouse, exclue du conflit conserve son statut de ville indépendante mais se retrouve enclavée dans les terres du royaume de France. Le 27 août 1728, le mathématicien, physicien et astronome Johann Heinrich Lambert naît à Mulhouse.

### La réforme zwinglienne
À partir de 1523, et après d'importants débats et divisions, Mulhouse adhère à la Réforme, qui s'opère par étapes jusqu'au colloque de Berne en 1528, qui finalisera la réforme en 1529 avec l'établissement complet et exclusif du culte protestant. Les catholiques ainsi que les Juifs sont chassés de la ville. Ces derniers s'établissent essentiellement à Dornach. Les Mulhousiens se rangent derrière les thèses d'Ulrich Zwingli à l'instar de plusieurs cités alémaniques de la confédération. Les Habsbourgs dont les territoires enclavent la cité restent fidèles à l'Église catholique romaine, la cité devient donc une enclave réformée. Des lois strictes d'inspiration religieuse sont décrétées, le blasphème et la consommation d'alcool interdits et réprimés, les relations homme-femme rigoureusement encadrées.

### La révolution industrielle

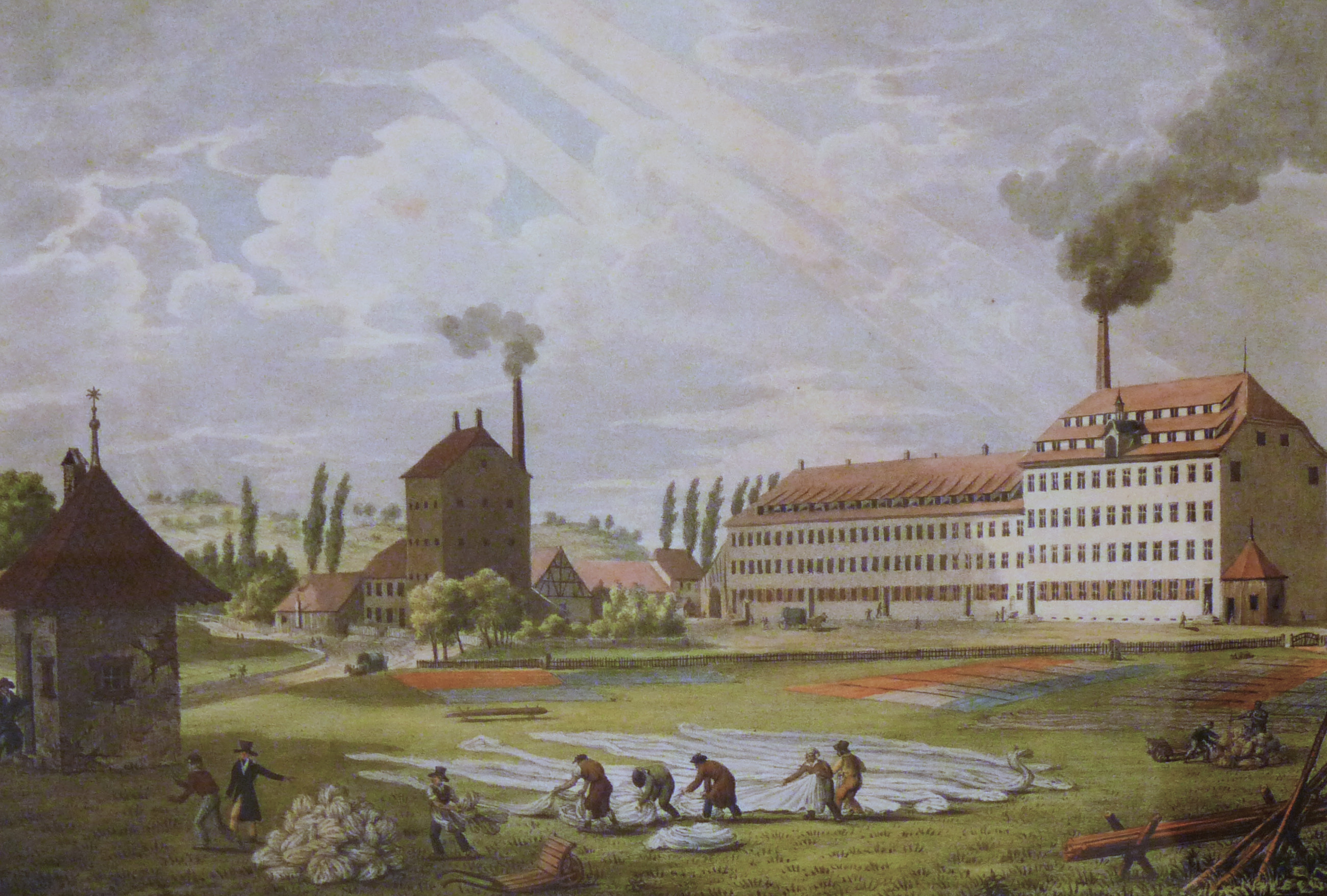
Fabrique d'indiennes et filature de la société Dollfus-Mieg et Compagnie à Dornach au début du XIXe siècle.
(Musée historique de Mulhouse)

La révolution industrielle à Mulhouse commence au milieu du XVIIIe siècle, avant sa réunion à la France. La Stadtrepublik est alors une petite enclave protestante dans le royaume de France de Louis XIV. En 1746, la première manufacture d'indiennes, Koechlin Schmaltzer Dollfus & Cie, est créée dans la rue de la Loi par trois jeunes Mulhousiens : Samuel Koechlin (27 ans), Jean Jacques Schmaltzer (25 ans) et Jean-Henri Dollfus (22 ans). Ce sera un formidable succès. C'est le début du développement industriel de la ville qui ne compte alors que quatre mille habitants. La production d'indiennes était interdite dans le royaume de France par l'édit du 26 octobre 1686. En 1756, les trois associés se séparent pour se mettre chacun à son compte. Jean-Henri Dollfus crée alors Dollfus-Vetter & Cie qui deviendra Dollfus-Mieg et Compagnie (DMC) en 1800. Quand en 1759, le conseil d'État du royaume de France légalise les indiennes, l'industrie mulhousienne a déjà pris une avance considérable. En quelques années la petite cité artisanale que Mulhouse était encore au XVIIIe siècle fut profondément transformée. Le développement de Mulhouse peut être comparé à celui d'une ville champignon, stimulé par l'expansion de l'industrie textile (draperie) et du tannage, puis par les industries chimiques et mécaniques à partir du milieu du XVIIIe siècle. Mulhouse entretient alors des relations privilégiées avec la Louisiane, d'où elle importe du coton, ainsi qu'avec le Levant. Des techniques diverses se développent, la ville innove, devenant un important lieu de stimulation intellectuelle dans le domaine social et dans celui des sciences et des techniques. La Société industrielle de Mulhouse fondée en 1826, permet de fédérer les énergies autour du développement des connaissances scientifiques et techniques au service de l'industrie et du progrès social.
À cette époque se développent un certain nombre de dynasties industrielles issues du patriciat ancien de la ville, parmi lesquelles les familles Dollfus, Hofer, Koechlin, Mieg, Risler ou Schlumberger, qui émargeront au XIXe siècle dans la haute société protestante.
C'est également durant cette période faste de la république de Mulhouse, qu'en 1772, Johann Heinrich Lambert invente plusieurs systèmes de projection cartographique dont la projection conique conforme de Lambert et la projection azimutale équivalente de Lambert.

### L'annexion à la France

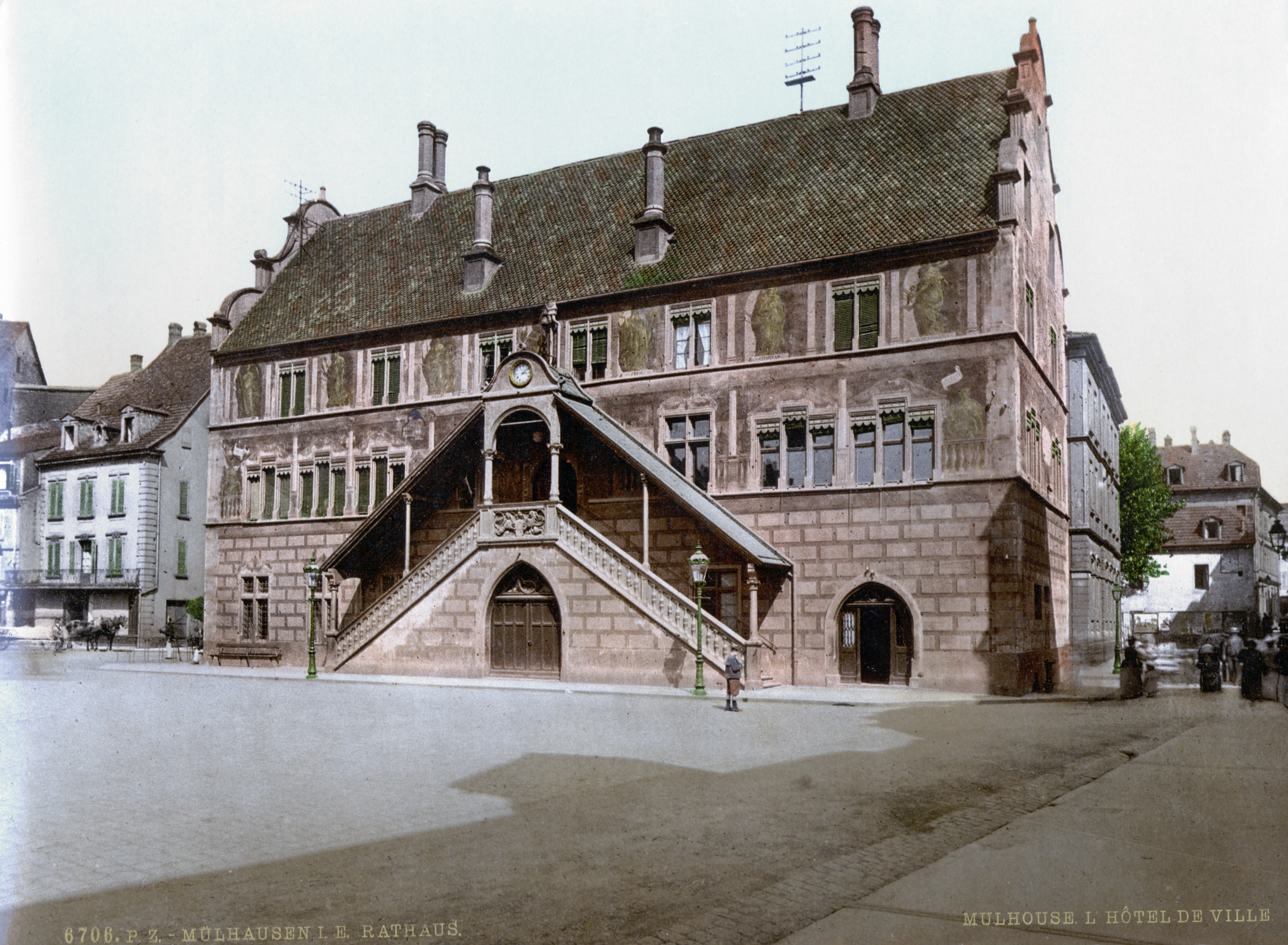
Hôtel de ville de Mulhouse photographié au début du XXe siècle.
(Bibliothèque du Congrès)

À la tête d'une cité-État enclavée dans le territoire français, les dirigeants de Mulhouse suivirent attentivement les événements de la Révolution française de 1789 qui renversa le roi de France à l'été 1792. À partir du 22 septembre 1792 la cité-État dut subir un blocus douanier par la jeune République française qui asphyxiait économiquement la ville. L'influence révolutionnaire et les menaces d'annexion française poussèrent le Grand Conseil de la ville à se réunir le 3 janvier 1798 : ils se prononcèrent à 97 voix contre 5 en faveur de la Réunion de Mulhouse à la France. Le vote fut entériné le lendemain par les bourgeois de la ville par 591 voix contre 15. Le traité de Réunion fut accepté le 28 janvier 1798. Le blocus douanier est levé le 17 février. La fête de la Réunion se déroule le 15 mars de la même année et marqua la fin de la république de Mulhouse. Celle-ci est remplacée par les communes françaises de Mulhausen et d'Illzach qui intègrent le département du Haut-Rhin.
En 1798, la population a déjà augmenté de 50 % par rapport à 1746, les Mulhousiens sont au nombre de six mille. La cité repose sur des bases industrielles solides, elle contribuera de manière spectaculaire au développement de l'industrie française.
Pour mémoire, la rue Henriette, dans le centre-ville, tient son nom du premier bébé né français à Mulhouse.

## Institutions

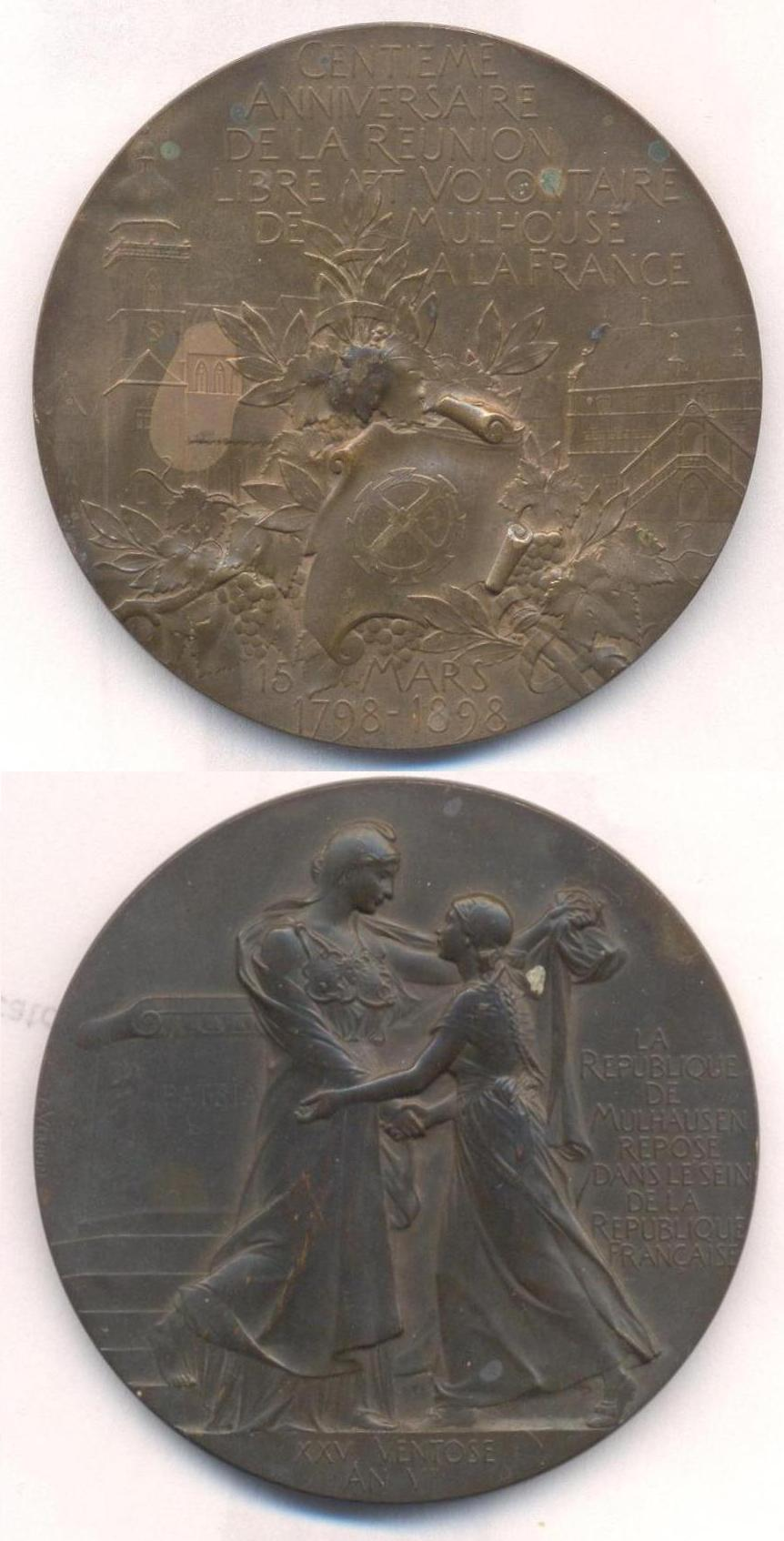
Médaille frappée en 1898 en commémoration du « centième anniversaire de la réunion libre et volontaire de Mulhouse à la France ».

### Le bourgmestre
À la tête de la cité se trouvait un bourgmestre (Bürgermeister) mentionné pour la première fois dans un document en 1338. L'élection de ce dirigeant et la possibilité de le choisir parmi les habitants fut octroyée par Charles IV le 12 décembre 1347,.

### Le conseil
Mentionné pour la première fois en 1227, le conseil était constitué de douze membres à partir de 1265. S'il comprenait quatre nobles et huit roturiers ou patriciens en 1290, sa composition évolua au détriment de la noblesse qui ne détenait plus que deux postes en 1416.

### Les corporations outribus
Une charte du 30 janvier 1314 mentionne l'existence de chefs de tribus (en allemand : Zunftmeister) ou représentants de corporations. Leur nombre passa de sept à six en 1445. Les six tribus, entre lesquelles se partageait la bourgeoisie, étaient :
1. La tribu des tailleurs (Schniderzunft), qui comprenait les négociants, les drapiers, les tondeurs de drap, les tisserands, les tailleurs, les fabricants de chausses et de boutons, les passementiers, les apothicaires, les pelletiers, les relieurs et les perruquiers.
2. La tribu des vignerons (Rebleutzunft), à laquelle appartenaient les savants, les ecclésiastiques, les instituteurs, les vignerons, ainsi que les manants, jouissant de la protection de la ville (Schirmsverwandte, Hintersassen).
3. La tribu des bouchers (Metzgerzunft), à laquelle étaient affiliés les bouchers, les tanneurs, les corroyeurs, les cordonniers et les selliers.
4. La tribu des boulangers (Bäckerzunft), dont faisaient partie les boulangers, les meuniers, les aubergistes, les cordiers et les barbiers.
5. La tribu des forgerons (Schmidtzunft), à laquelle se rattachaient tous ceux qui travaillaient les métaux, ainsi que les maçons, les charpentiers, les vitriers et les peintres.
6. La tribu des agriculteurs (Ackerleutzunft), composée des cultivateurs, des bergers, des voituriers et en général de tous ceux qui, pour leur profession, avaient besoin de chevaux.

Chaque tribu avait à sa tête deux sénateurs, deux Zunftmeister et six Sechser qui formaient, pour toutes les contestations relatives aux métiers, une première instance, dont les décisions pouvaient être portées par voie d'appel devant le grand conseil.
Chacune de ces tribus avait son drapeau et ses armoiries.